# ドノリ
ドノリ（イタリア語: Donori）は、イタリア共和国サルデーニャ自治州南サルデーニャ県にある、人口約2,100人の基礎自治体（コムーネ）。

## 地理

### 位置・広がり

#### 隣接コムーネ
隣接するコムーネは以下の通り。
- バッラーリ
- サマッツァーイ
- サンタンドレーア・フリーウス
- セルディアーナ
- ウッサーナ